# Parco nazionale di Pulu Keeling
Il parco nazionale di Pulu Keeling è uno dei più piccoli parchi nazionali dell'Australia. Si estende attraverso l'isola di North Keeling, nelle isole Cocos, e lungo la costa dell'isola fino ad una distanza di 1,5 km al largo. Istituito il 12 dicembre 2005, copre una superficie di 2602 ha. Si trova circa 2950 km a nord-ovest di Perth, capitale dell'Australia Occidentale.
L'atollo è circondato da un anello irregolare spezzato, che si apre sull'Oceano Indiano con una laguna ad est. Un dislivello di marea di circa 2 m lascia periodicamente esposte le pareti della barriera corallina e i banchi di corallo. La laguna è parzialmente asciutta.
In questo atollo vivono numerose specie animali del Pacifico occidentale, ma la crescita dei coralli è gravemente compromessa dai cicloni, dalla mancanza di ossigeno, da El Niño e dagli echinodermi. Poiché l'isola, con il suo parco nazionale, sorge a grande distanza dalla costa, non è mai stata collegata alla terraferma ed ha una particolare importanza ecologica.
Proprio per la sua importanza, il parco nazionale è stato elencato come sito Ramsar n° 46 dell'Australia ai termini della Convenzione di Ramsar.

## Geologia
North Keeling e le altre isole Cocos sono la parte emersa di alcuni vulcani sottomarini alti circa 5000 metri chiamati Cocos Rise che fanno parte di una dorsale oceanica che si estende fino all'isola di Natale, che dista 900 km. L'atollo è collegato ad un plateau sommerso che si trova ad una profondità compresa tra 700 e 800 metri.
North Keeling è un'isola corallina che si innalza fino a tre-cinque metri sul livello del mare e circonda una laguna poco profonda.

## Fauna
A causa della sua posizione remota, non ci sono mammiferi nel parco nazionale di Pulu Keeling.

### Uccelli
Quando Charles Darwin raggiunse la zona delle isole Cocos nell'aprile 1836, riferì la presenza di un gran numero di uccelli marini. Questi atolli corallini furono gli unici che il naturalista abbia mai visitato.
Nel parco nazionale sono state censite 24 specie di uccelli, tra cui otto specie rare protette come il rallo delle Cocos, di cui sull'isola rimangono tuttora tra i 750 e i 1000 esemplari. 14 delle specie di uccelli presenti a North Keeling sono protette in Giappone, Australia, Cina e Corea del Sud.
Tra gli uccelli marini ricordiamo la sula dai piedi rossi, di cui sono state censite circa 30000 coppie nidificanti. La fregata minore (Fregata minor) e la fregata ariel (F. ariel) hanno qui la seconda popolazione più numerosa dell'Australia e dell'Oceano Indiano. Il fetonte beccorosso, lungo da 71 a 80 cm, nidifica sugli alberi dell'isola.

### Rettili e insetti
Sulla spiaggia di North Keeling depongono le uova le tartarughe verdi (Chelonia mydas) e le tartarughe embricate (Eretmochelys imbricata). L'unica specie di serpente marino presente nell'atollo è il serpente di mare dal ventre giallo (Pelamis platurus).
Il geco diurno (Lepidodactylus lugubris), un rettile lungo fino a 10,5 cm, si nutre di insetti e nettare.
Sull'isola sono presenti anche mosche, farfalle, coleotteri, formiche, scarafaggi, punteruoli, zecche, acari, scorpioni, termiti, centopiedi e molluschi.

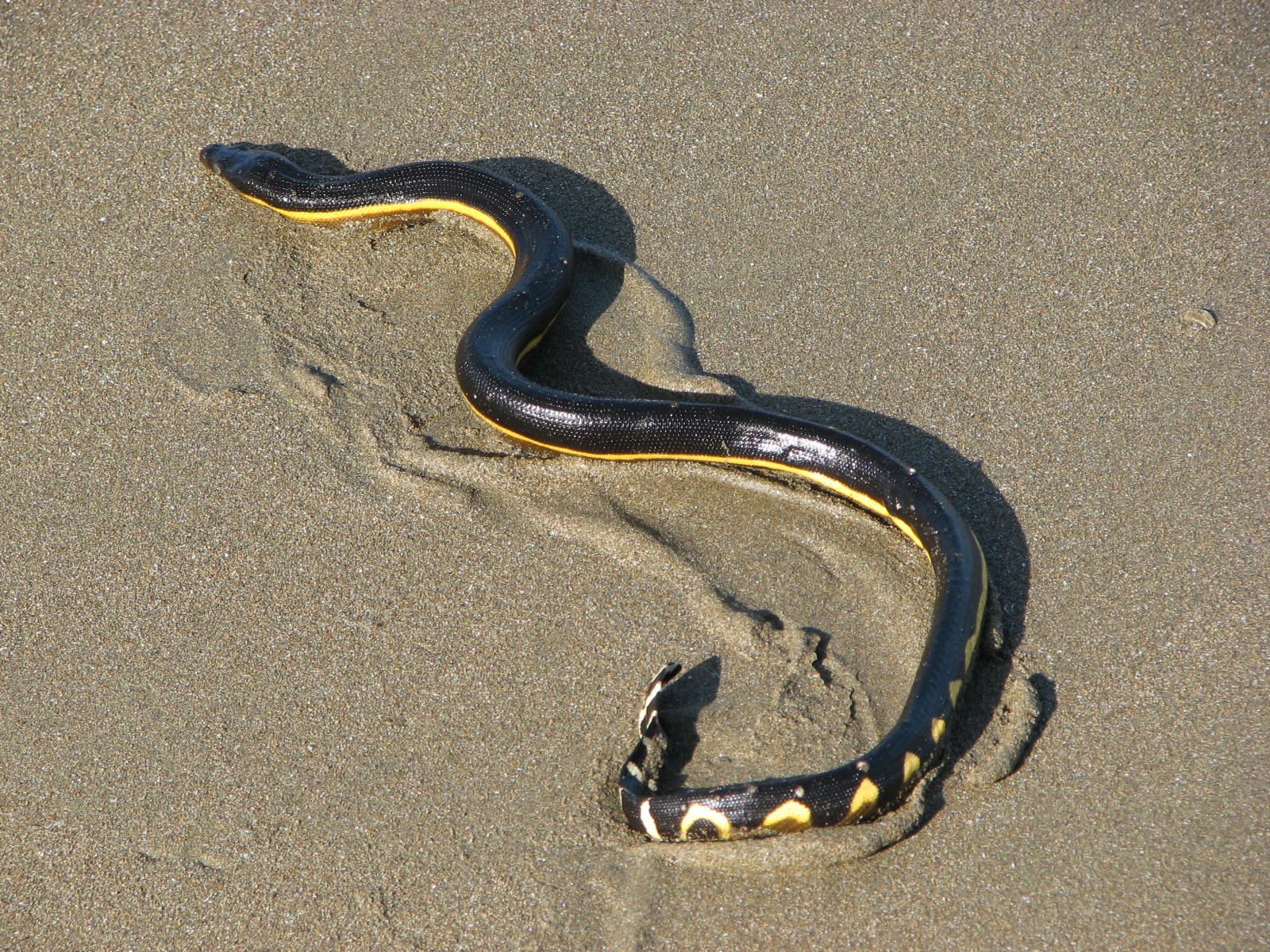
Serpente di mare dal ventre giallo
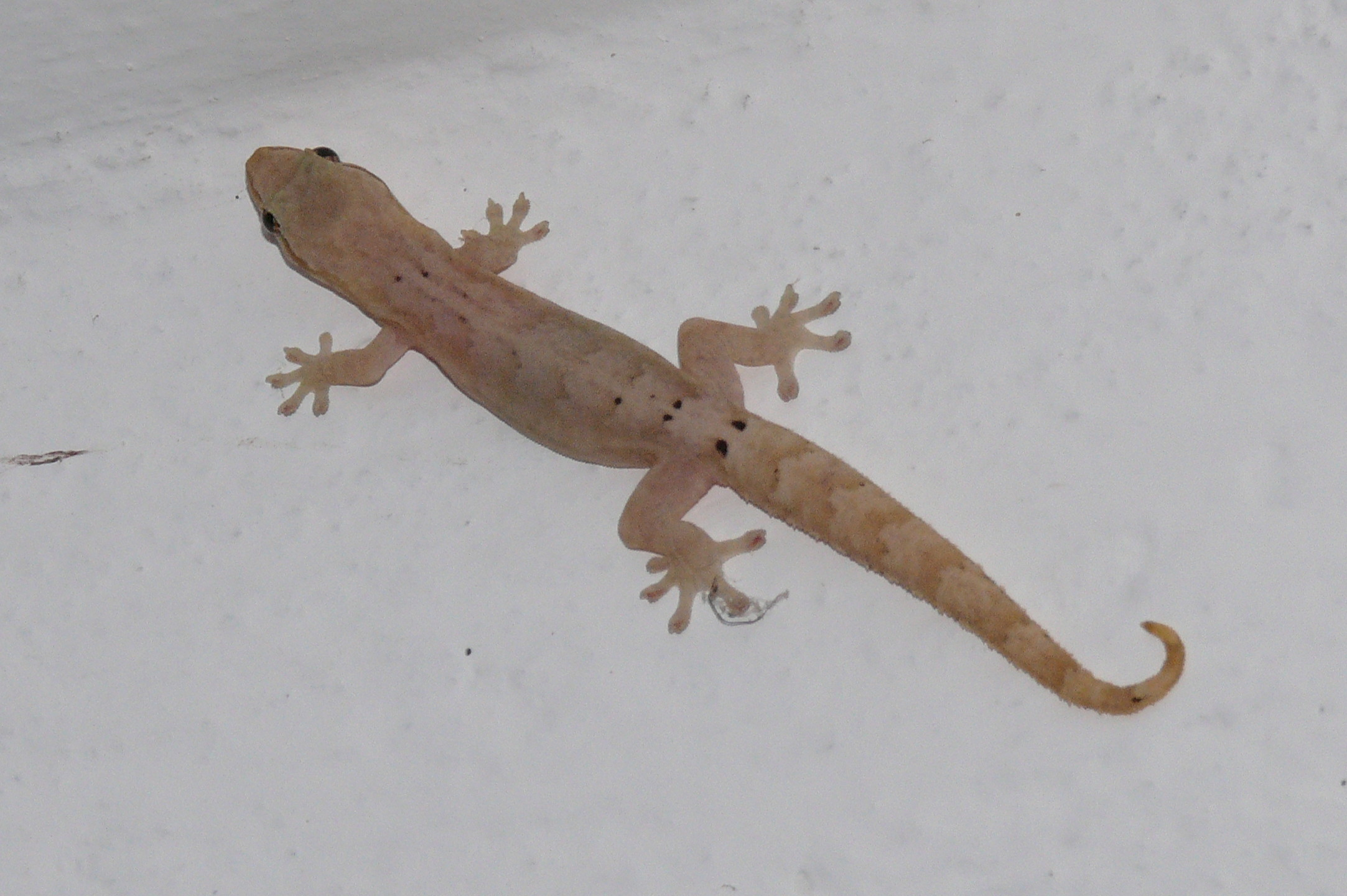
Geco diurno
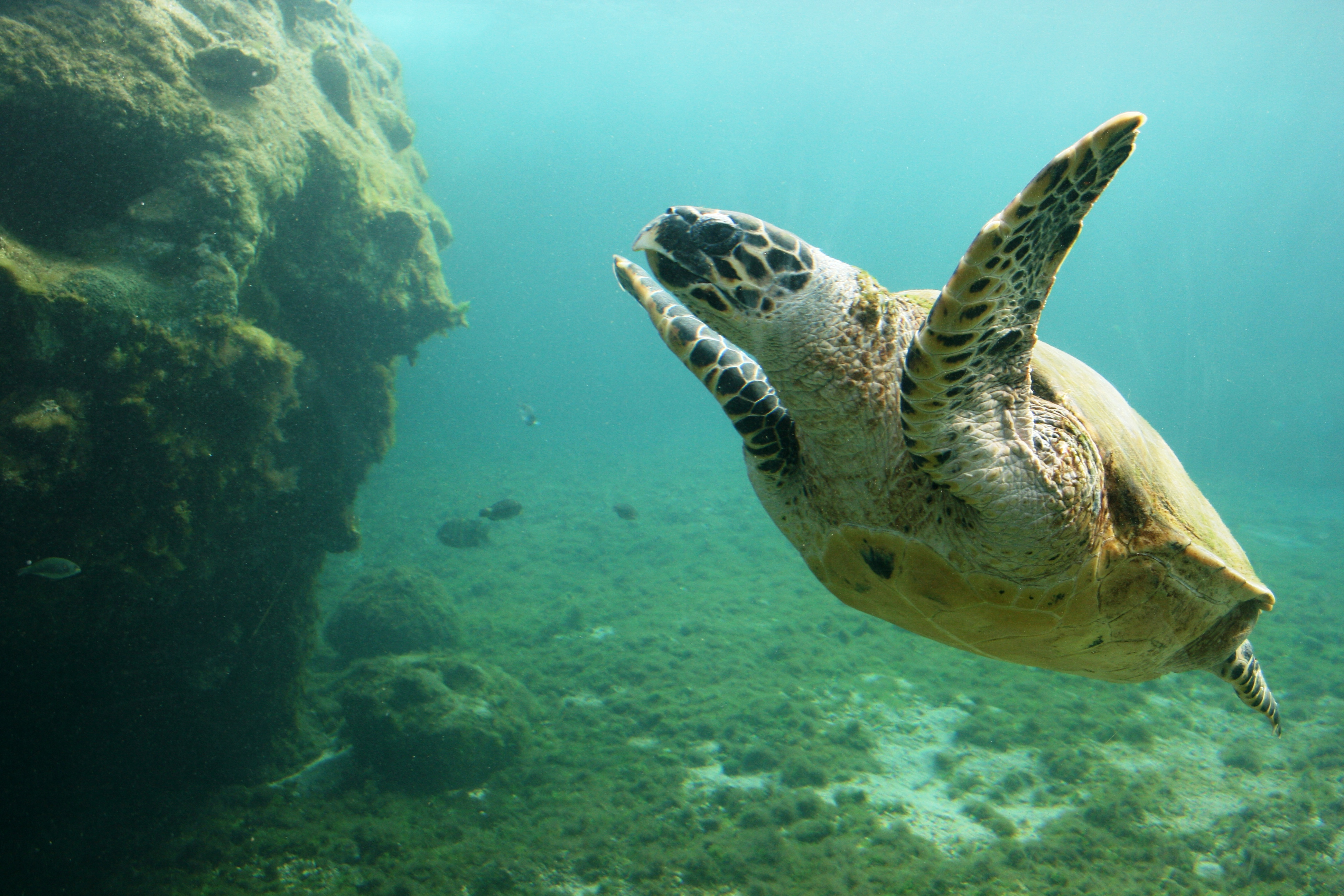
Tartaruga embricata

### Fauna marina
Nel mare circostante crescono 99 specie di coralli duri che formano la barriera corallina, 12 delle quali si trovano anche nell'Australia Occidentale e 9 non sono originarie di nessun'altra parte dell'Oceano Indiano orientale: due di queste sono probabilmente endemiche.
Nel mare sono presenti 528 specie di pesci, nonché due specie di delfini, il tursiope (Tursiops truncatus) e il delfino comune (Delphinus delphis). In passato è stato avvistato qui un esemplare di dugongo, ma questo mammifero marino non è originario delle isole Cocos.
Nell'area delle isole Cocos vivono circa 600 specie di molluschi: 496 gasteropodi, 109 bivalvi, un chitone e quattro cefalopodi.
In tutto sono presenti 198 specie di crostacei, compreso il più grande di tutti, il granchio ladro, che può raggiungere una larghezza di 1,5 m e un peso di 4 kg. Vi sono anche tre specie di aragoste e 13 specie di cirripedi ripartite in 11 generi.
Gli echinodermi sono rappresentati da 98 specie, alcune delle quali vengono consumate in Asia con il nome commerciale di trepang o bêche-de-mer.

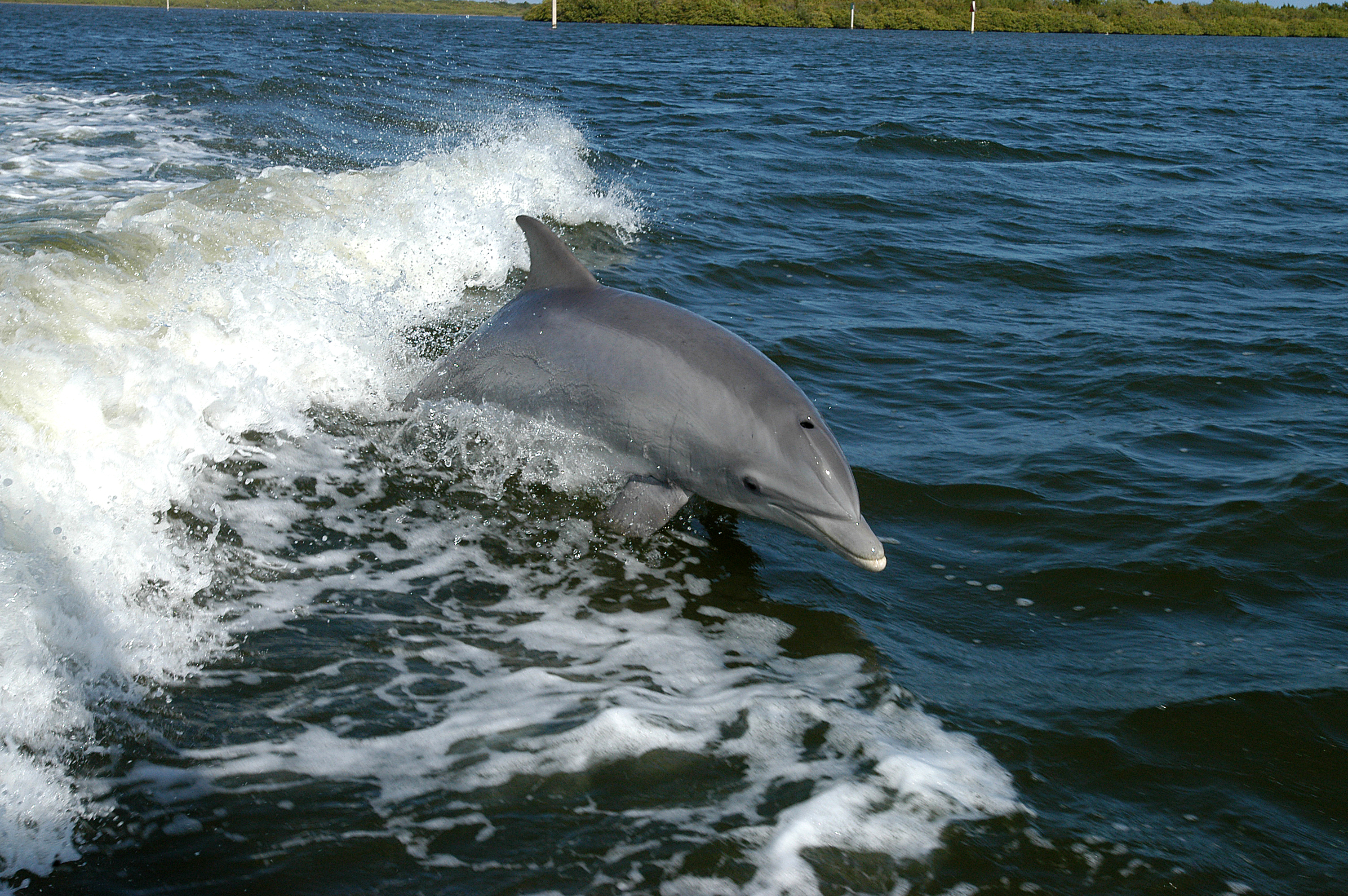
Tursiope
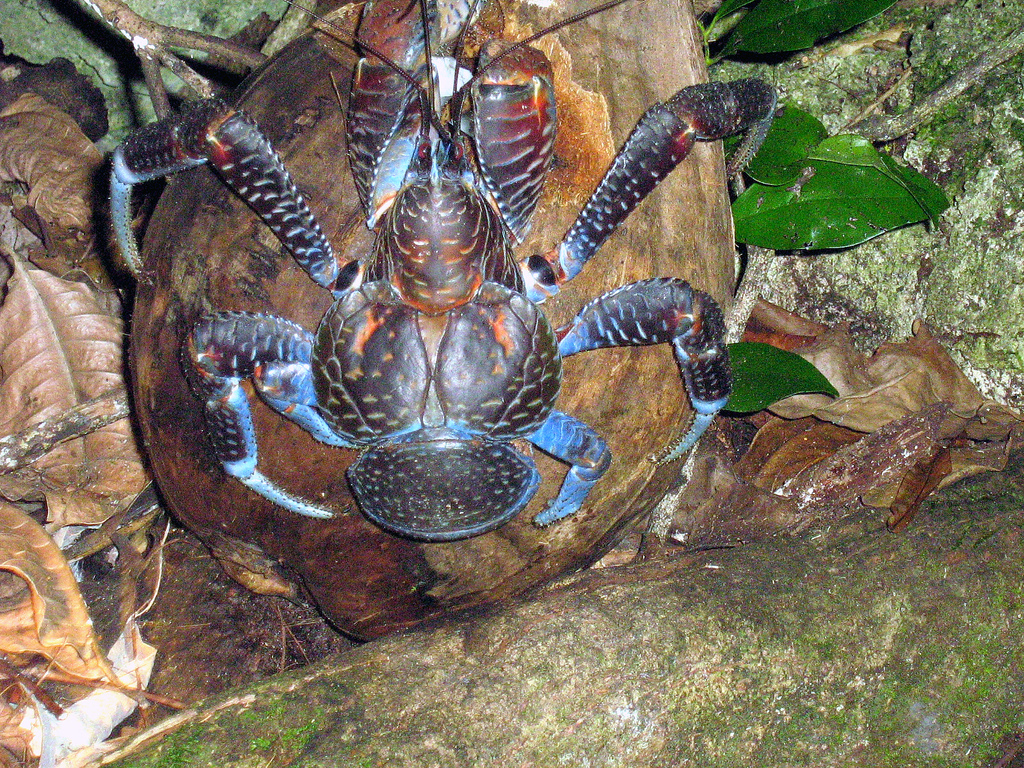
Granchio ladro su una noce di cocco
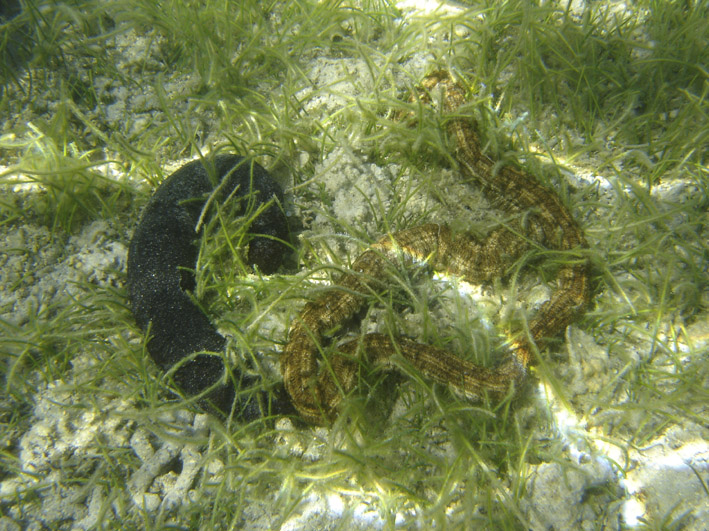
Due oloturie

## Flora
Poiché North Keeling non è mai stata collegata alla terraferma, i semi delle piante che la colonizzarono inizialmente poterono raggiungerla solamente trasportati dal vento, dall'acqua o, successivamente, dagli esseri umani.
La vegetazione si è sviluppata su un substrato caratterizzato dal vulcanismo e da affioramenti corallini che non si eleva mai a più di 5 metri sul livello del mare. Non esistono praticamente specie endemiche, ad eccezione del Pandanus tectorius, una specie della famiglia delle Pandanacee.
In tutte le Cocos sono state censite 61 specie di piante, ma a North Keeling se ne trovano solamente 32, comprese sette specie che non si trovano negli atolli più meridionali dell'arcipelago.
A North Keeling si possono distinguere quattro zone distinte di vegetazione, a seconda della specie dominante: la pisonia (Pisonia grandis), la palma da cocco, l'eliotropio fior di vaniglia (Heliotropium arboreum) e il bantingue (Pemphis acidula). Vi sono infine anche zone aperte ed erbose dove cresce la portulaca (Sesuvium portulacastrum). La parte più estesa dell'atollo è però dominata da cespugli di pisonia.
Le acque circostanti ospitano foreste di alghe, distese di zostere e altri vegetali dei mari tropicali.

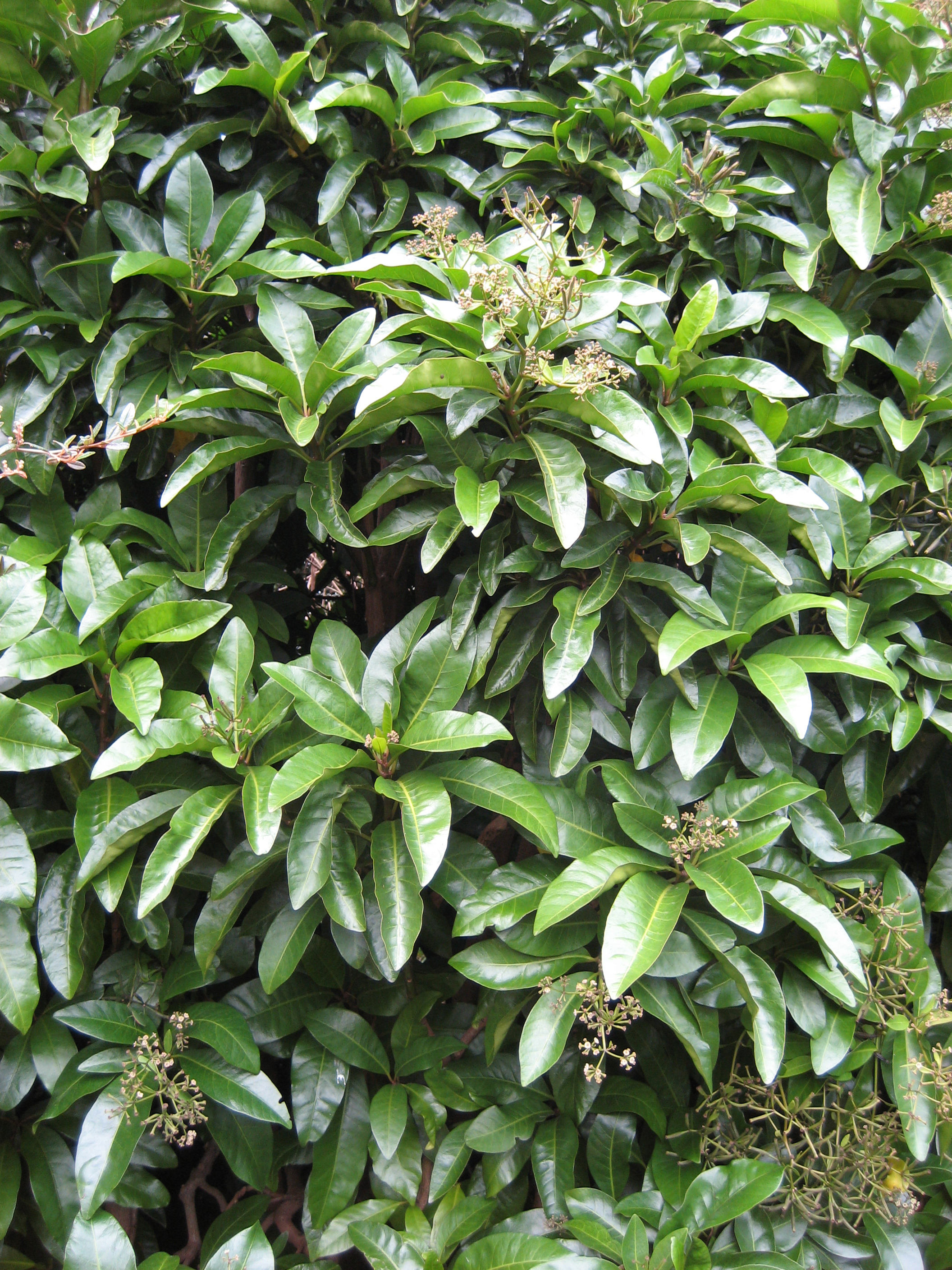
Pisonia
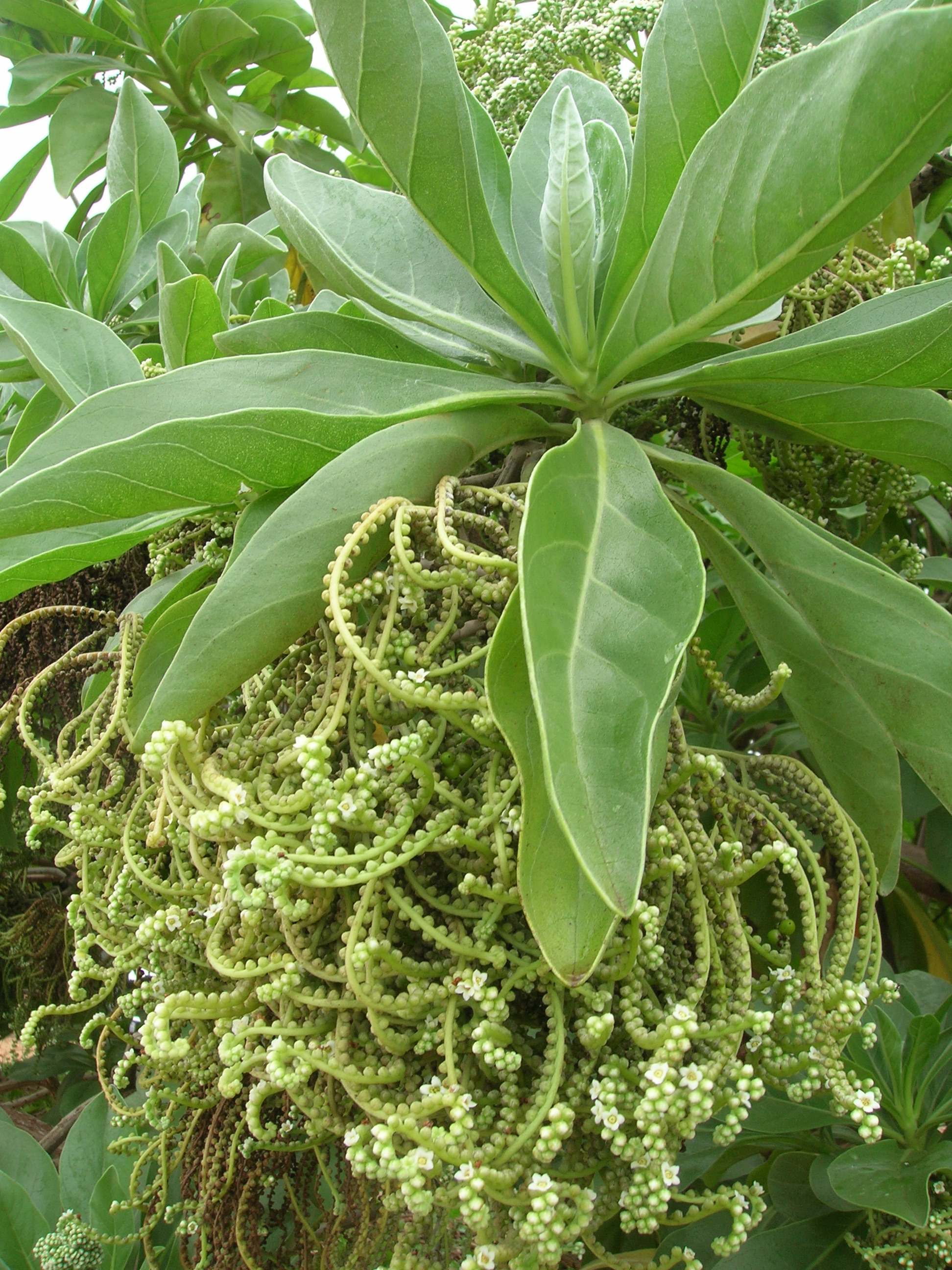
Eliotropio fior di vaniglia
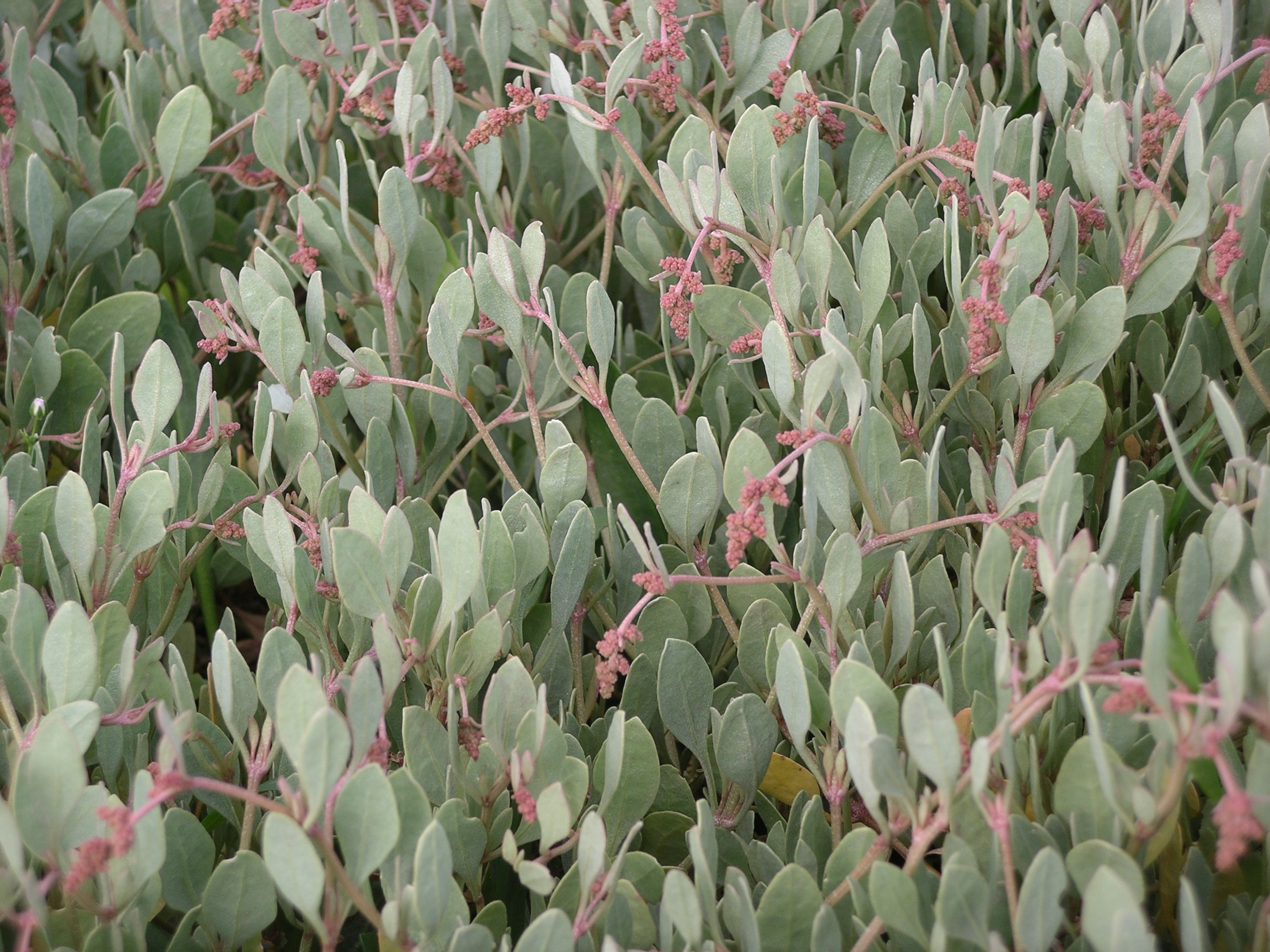
Portulaca
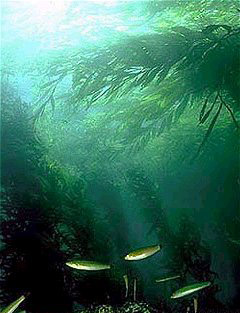
Foresta di alghe

## Informazioni turistiche
Quando si viaggia dall'Australia è necessario portare con sé i consueti documenti di viaggio. La compagnia aerea Virgin Australia effettua voli settimanali verso le Cocos ogni martedì e sabato. Sulle isole abitate è possibile trovare tipi diversi di alloggio.
Nel parco è possibile effettuare immersioni e praticare surf, vela e pesca, ma non a scopi commerciali. North Keeling può essere raggiunta unicamente in barca, ma a volte non è possibile approdare a causa dell'avversità delle condizioni meteorologiche.
Sono possibili solo visite guidate. Le scarpe e gli indumenti dei turisti vengono prima controllati per verificare la presenza di semi di erbe non autoctone e agenti patogeni.